# Anacionalismo

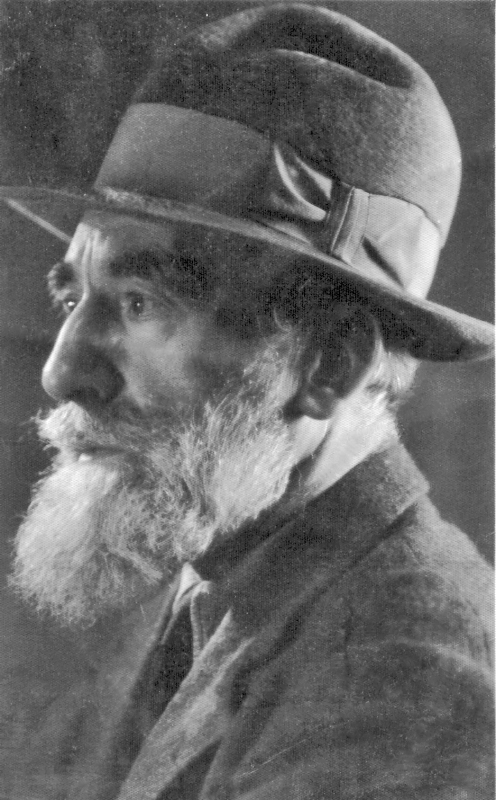
Fotografía de perfil del socialista-esperantista francés Eugenio Lanti, tomada en 1933 y publicada en Sennaciulo (París, Francia).

Bandera del Anacionalismo

El anacionalismo (a veces traducido como apatriotismo, en el original sennaciismo en esperanto) es una ideología desarrollada especialmente en el seno del movimiento esperantista, que no acepta la existencia de las naciones definidas como tales, y pretende un cosmopolitismo radical.
Se trata de una tendencia impulsada en el seno de la Sennacieca Asocio Tutmonda (Asociación Anacional Mundial, SAT), especialmente por su fundador Eugenio Lanti. Se caracteriza por:
- un rechazo a participar en cualquier lucha nacionalista,
- una defensa de los trabajadores contra el sistema económico capitalista,
- un esperantismo que no se limita a la cuestión lingüística.

El anacionalismo va más allá del más tradicional internacionalismo, en el sentido de que no acepta la propia existencia de las naciones, y en este sentido experimentó en sus comienzos diversos enfrentamientos con las ideas entonces prevalentes en el movimiento comunista internacional. Su cosmopolitismo es más radical, ya que emplea una lengua común (el esperanto), y no depende de los idiomas dominantes en cada coyuntura histórica.

## Historia
Los primeros miembros de SAT (fundada en 1921) consideraban a menudo el anacionalismo como una especie de ideología general del SAT, y les gustaba llamarse a sí mismos «sennaciulo» («el anacional»). Sin embargo, en este contexto el «anacionalismo» era un término que se aplicó a diversas ideas no siempre muy definidas. Para muchos miembros del SAT el anacionalismo en ese momento simplemente quería decir «internacionalismo proletario más Esperanto», una especie de versión obrera del homaranismo de Zamenhof, el iniciador del esperanto.
Sin embargo, al final de los años 20 comenzaron a producirse tensiones entre el punto de vista de los comunistas esperantistas, liderados por Ernst Drezen, que teóricamente promovían el derecho de autodeterminación y la lucha contra el colonialismo, y el anacionalismo tal como lo entendía Lanti y una parte importante de SAT, que preferían omitir la variable nacional en la lucha política.
Poco a poco Lanti fue precisando su pensamiento en diversos artículos.
En 1928, publicó un folleto, La laborista esperantismo («El esperantismo obrero»), en el que dedicó un capítulo entero a la definición de la nueva doctrina. El esfuerzo culminó en 1931 con la publicación del Manifesto de la Sennaciistoj (Manifiesto de los anacionalistas), que luego fue traducido a varios idiomas, incluyendo una versión en español.
Para subrayar que SAT mantenía su carácter superpartidario, se creó una fracción anacionalista, que editó su propia revista.
Tras la muerte de Lanti en 1947, el anacionalismo sufrió un cierto debilitamiento. No obstante, en los años 80 se revivió la fracción anacionalista de SAT, y todavía existen sectores dentro del movimiento esperantista que mantienen el objetivo de cultivar y desarrollar las corrientes de opinión universalistas y antinacionalistas, y de oponerse a las ideologías etnicistas, puristas y partidarias de políticas de identidad, extendidas en ciertos ámbitos políticos.